# TXN
Pour les articles homonymes, voir TXN (homonymie).
TV Tokyo Network ou TXN, est un réseau de télévision commercial au Japon. 

## Stations
- TX - TV Tokyo (Tokyo, Ibaraki, Tochigi, Gunma, Saitama, Chiba et Kanagawa)
- TVO - TV Osaka (Osaka)
- TVA - TV Aichi (Aichi)
- TVh - TV Hokkaido (Hokkaidō)
- TSC - TV Setouchi (Okayama et Kagawa)
- TVQ - TVQ Kyushu Hoso (Fukuoka)